# 206 (число)
Вижте пояснителната страница за други значения на 206.
206 (двеста и шест) е естествено, цяло число, следващо 205 и предхождащо 207.
Двеста и шест с арабски цифри се записва „206“, а с римски цифри – „CCVI“. Числото 206 е съставено от три цифри от позиционните бройни системи – 2 (две), 0 (нула), 6 (шест).

## Общи сведения
- 206 е четно число.
- 206-ият ден от годината е 25 юли.
- 206 е година от Новата ера.